# Kokou Eke Odin
Kokou Eke Odin (parfois orthographié Kokou Eké Hodin) est une personnalité politique togolaise, ministre délégué auprès du ministre des Enseignements primaire, secondaire, technique et de l’artisanat, chargé de l'Enseignement technique et de l'Artisanat depuis 2020 dans le gouvernement Dogbé.

## Carrière
Kokou Eke Odin est ingénieur en électrotechnique de formation.
Il est élu député du Togo en 2013 dans la circonscription électorale de Agou-Anié, fonction à laquelle il doit renoncer lors de son entrée au gouvernement togolais le 1er octobre 2020 sous la présidence de Faure Gnassingbé et la primature de Victoire Tomegah Dogbé. Il est alors rattaché au ministre Dodzi Kokoroko,. Sa nomination à ce poste est parfois remise en cause du fait de sa proximité avec la Première ministre.
Dans le cadre de ce poste, il organise par exemple des formations adressées à des responsables de centres d'enseignement technique dans le but d'encourager les enseignements technique et professionnel ou encourager les stages en entreprise afin de faciliter l'insertion professionnelle des jeunes travailleurs. De même, sa mission comprend la facilitation des échanges de travailleurs manuels entre le Ghana, le Nigeria et le Togo via l'uniformisation des normes.
Concernant l'artisanat, il participe aux préparatifs et préside le marché international de l'artisanat du Togo (MIATO), et fait notamment une présentation de produits locaux à Emine Erdoğan, Première dame de Turquie. Il tient à encourager le développement de ce secteur et l'épanouissement des artisans locaux dans leur métier. Pour ce faire, son ministère lance cinq nouvelles formations artisanales à la rentrée 2022.